# Христо Тенишев
Христо Стоянов Тенишев е български революционер, деец на Вътрешната македоно-одринска революционна организация.

## Биография
Роден е в Лозенград на 4 декември 1873 година. В 1900 година заедно с братята си Тодор Тенишев и Коста Тенишев влиза във ВМОРО. В периода 1901 – 1903 година е член на Лозенградския околийски комитет на ВМОРО. В началото на май 1903 година Христо Тенишев и брат му Тодор са арестувани и затворени в Одринския затвор. Военно-полевият съд осъжда Христо Тенишев на 15 години затвор. Излежава присъдата си в Одринския затвор, но е амнистиран през 1904 година.
На 23 февруари 1943 година, като жител на Бургас, подава молба за българска народна пенсия, която е одобрена и пенсията е отпусната от Министерския съвет на Царство България.